# Spinanomala pallidospila
Spinanomala pallidospila är en skalbaggsart som beskrevs av Gilbert John Arrow 1912. Spinanomala pallidospila ingår i släktet Spinanomala och familjen Rutelidae. Inga underarter finns listade i Catalogue of Life.